# 莫利酱
莫利酱（西班牙語：Salsa Mole，發音：[ˈmoːlːi]）是墨西哥饮食中的一种传统的酱汁和腌料。在当代墨西哥，“莫利”这个词常用于许多酱汁，其中一些非常不同，包括黄莫利（ 或 ）、奇奇洛莫利（Mole chichilo）、微红莫利（或）、桌布染色莫利（或）、黑莫利（Mole negro）、红莫利（Mole rojo）、綠莫利（Mole verde）、波布兰诺莫利（Mole poblano）、杏仁莫利（Mole almendrado）、米却肯莫利（Mole michoacano）、南瓜籽莫利（Mole pipián）、粉红莫利（Mole rosa）、白莫利（Mole blanco）、奇莫利、鳄梨莫利（Guacamole）和银合欢莫利（Huaxmole）。
一般来说，莫利酱含有水果、坚果、辣椒和黑胡椒、肉桂或孜然等香料。
虽然不是传统意义上的莫利酱，但有些菜肴的名称中使用了这个词。莫利锅（Mole de olla）是一种由牛肉和蔬菜制成的炖菜，其中含有瓜吉略辣椒和宽辣椒，以及在莫利酱中发现的许多其他成分。

## 历史
墨西哥有两个州声称是莫利酱的起源地：普埃布拉和瓦哈卡。最著名的莫利酱原产于这两个州，但墨西哥的其他地区也生产各种类型的莫利酱。
莫利酱有各种口味和成分，辣椒是常见的成分。经典的莫利酱版本是一种叫做莫利酱波布兰诺的品种，它是一种放在肉上的深红色或棕色的酱汁。这道菜已成为墨西哥混血儿或土著和欧洲文化混和的遗产的烹饪象征，无论是因为它所含的成分类型，还是因为围绕其起源的传说。